# ظفرنامه (مستوفی)
ظفرنامه اثر حمدالله مستوفی، تاریخ‌نگار و ادیب دورهٔ ایلخانان، یک منظومهٔ حماسی به زبان فارسی است، مشتمل بر ۷۵٬۰۰۰ بیت در وزن و سبک شعر شاهنامه که مستوفی سرایش آن را به اصرار دوستان و نزدیکانش در سال ۷۲۰ ه‍.ق آغاز کرد و در سال ۷۳۵ ه‍.ق نیز به‌خاتمه رساند. موضوع اصلی ظفرنامه تاریخ ایران در عصر اسلامی است و متناسب موضوع آن به تاریخ عرب و مغول، یعنی دو قومی که روی ایران این عصر تأثیرات بنیادینی گذاشتند نیز پرداخته‌شده، ازاین‌رو ظفرنامه، مکمل موضوع شاهنامه، یعنی تاریخ ایران باستان است.
تا کنون سه نسخهٔ خطی از ظفرنامهٔ مستوفی شناخته‌شده است. از میان این نسخه‌ها، یکی در کتابخانهٔ بریتانیا و دو تای دیگر در موزهٔ هنرهای ترکی و اسلامی نگهداری می‌شوند. نسخهٔ شمارهٔ Or. 2833 که در کتابخانهٔ بریتانیا نگهداری می‌شود در دو جلد، مجموعاً شامل ۱۵۵۹ صفحه، در سال ۸۰۷ ه‍.ق در شیراز تهیه‌شده و در سال ۱۸۸۵ م توسط یک انگلیسی به نام «سیدنی چرچیل»، در ایران خریداری، و از کشور خارج شد. این نسخه علاوه بر متن ظفرنامه، رونوشتی از شاهنامه دارد، که گمان می‌رود، همان تصحیح مستوفی از شاهنامه باشد. ابیات این نسخه تا صفحهٔ ۱۴۷۳، که خاتمهٔ ظفرنامه باشد، در حاشیهٔ ابیات ظفرنامه رونوشت‌شده و ادامهٔ ابیات این شاهنامه از صفحهٔ ۱۴۷۴ هم در متن، و هم در حاشیه رونویسی‌شده است.

## درون‌مایه
ظفرنامهٔ را مستوفی در سه بخش موضوعی تقسیم‌بندی کرده است:
| کتاب نخستین ز کار عرب      |  | به‌دید آمده نکته‌های عجب       |
| به‌اسلامی آن را لقب آمده    |  | چو اسلام از اهل عرب آمده     |
| کتاب دوم شرح حال عجم       |  | در او گشته پیدا ز بیش و ز کم |
| به‌احکام آن را نهادم نام    |  | چو بر حکم دین آن دول شد تمام |
| کتاب سیوم آمده از مغول     |  | فروزنده چون از چمن برگ گل    |
| به‌سلطانی آمد مر آن را خطاب |  | چو دارد به‌سلطان دین انتساب   |

نخستین بخش این منظومه، موسوم به «اسلامی»، به روایت زندگی پیامبر اسلام و تاریخ خلافت راشدین، خلافت اموی، خلافت عباسی و خلافت فاطمی که همه از اعراب هستند پرداخته است. در دومین بخش، نامور به «احکام»، تاریخ حکومت‌های ایران عصر اسلامی، از سرآغاز صفاریان تا سرنگونی خوارزمشاهیان شرح‌شده، و در آخرین بخش، تاریخ مغولان و خاندان چنگیزی، با محوریت تاریخ ایلخانان ایران روایت گردیده است. رابطهٔ مستقیم بین این بخش با پیشینهٔ نیاکانی ابوسعید بهادرخان، پادشاه وقت ایران (سلطان دین، به‌قول مستوفی) سبب شد «سلطانی» نام گیرد. شمار ابیات هر یک از این بخش‌ها به‌ترتیب ۲۵٬۰۰۰، ۲۰٬۰۰۰ و ۳۰٬۰۰۰ ذکرشده است:
| کشیدم درین پانزده سال رنج   |  | بگفتم سخن پانزده بار پنج  |
| عرب بیست‌وپنج و عجم بیست‌هزار |  | مغول سی‌هزار آمد اندر شمار |

## اهمیت
ظفرنامه به‌لحاظ ادبی، منظومه‌ای متوسط است و جایگاه ویژه‌ای در این زمینه ندارد. بااین‌حال از نظر تاریخی، بخش سوم این منظومه که به تاریخ مغول و به‌ویژه ایلخانان ایران پرداخته، منبع مهمی برای شناخت آن دوره به‌حساب می‌آید. این بخش به‌تصریح خود شاعر از جامع‌التواریخ رشیدالدین فضل‌الله همدانی تأثیر بسیاری پذیرفته، و حتی شاعر اثرش را شکل منظوم جامع‌التواریخ دانسته:
| چو شد دفتر حال شاهان تمام  |  | به‌جامع‌تواریخ کردش به‌نام |
| من آن نثر را نظم کردم چنین |  | به‌یاری دانش به‌رای رزین  |

بااین‌حال، ظفرنامه را نباید نسخهٔ بدل جامع‌التواریخ دانست؛ چراکه اطلاعاتی دارد که گاهی مکمل و گاهی در تضاد با نوشته‌های این اثر است. از این جمله است روایت ظفرنامه از گزیدن اولجایتو به‌عنوان جانشین برادرش، غازان خان. در مقدمهٔ نخستین جلد جامع‌التواریخ چنین مطرح‌شده که تعیین اولجایتو به‌عنوان جانشین غازان در طی قوریلتایی در سال ۶۹۸ ه‍.ق صورت گرفته، درحالی‌که در ذکر وقایع همان سال، در بخش مربوطه، چنین نکته‌ای دیده نمی‌شود. درمقابل اما ظفرنامه، تعیین اولجایتو به‌عنوان جانشین را مربوط به روزهای پایانی زمامداری غازان، و در بستر مرگ دانسته است. روایت این کتاب از پاره‌ای اتفاقات، مانند غارت شهر قزوین توسط سپاه مغول که مستوفی آن را از زبان خویشاوندان کهنسال خود شنیده، نیز از جملهٔ دیگر اطلاعات ارزشمند حاضر در ظفرنامه است. شماری از مورخان و از جمله حافظ ابرو، مورخ برجسته دورهٔ تیموری در آثار خود از ظفرنامه به‌عنوان یکی از منابع مرجع استفاده کرده‌اند.
یک مورد چشمگیر در ظفرنامه بسامد بالای واژگان ایران، ایران‌زمین، ایرانی، ایرانیان و شهر ایران (ایران‌شهر) است. در ظفرنامه، مجموعاً ۸۲۷ بار این واژگان به‌کاررفته، که ۴۲ مورد در بخش اسلامی (عرب)، ۲۰۵ مورد در بخش احکامی (عجم) و ۵۸۰ مورد آن در بخش سلطانی (مغول) بوده است. بدین‌ترتیب، در بیشتر موارد، این واژگان به‌مثابه مفاهیمی معاصر با زمانهٔ شاعر به‌کار گرفته‌شده است. حتی در خود بخش احکامی بیشتر موارد کاربرد این واژگان به عهد خوارزمشاهی (با ۱۱۹ مورد) که دوره‌ای نزدیک به روزگار شاعر بوده، محدود است. در بین آثار ادبی-تاریخی، پس از شاهنامه که بیش از ۱۷۰۰ بار از این واژگان بهره‌برده، ظفرنامهٔ مستوفی در جایگاه دوم قرار می‌گیرد.